# Formulierenbrigade
Onder de naam formulierenbrigade fungeren in veel gemeenten in Nederland instellingen, die organisatorisch op afstand van deze subsidiegever zijn gezet om onafhankelijk voor mensen die er zelf geen kans toe zien allerlei formulieren in te  vullen.

## Het doel
Het vooropgezette doel is om mensen te helpen bij het aanvragen van voorzieningen waar ze recht op hebben. Het is in de praktijk gebleken dat veel mensen om uiteenlopende redenen voor hen geschapen voorzieningen niet kennen, geen weg weten ernaartoe en ook geen kans zien ze aan te vragen. Een ander doel is het opsporen, terugdringen en inzichtelijk maken van het 'niet-gebruik' van regelingen en voorzieningen.

## Geschiedenis
De eerste formulierenbrigade in Nederland werd in 1999 opgericht als project vanuit het Stedelijk Bureau D&I, een afdeling van de Sociale Dienst Amsterdam, destijds gevestigd in de Reguliersdwarsstraat. De term formulierenbrigade is bedacht door een van de managers van het Stedelijk Bureau D&I, de heer Kees Janknegt, die het project leidde. In 2001 werd een soortgelijk project gestart bij de Sociale Dienst Rotterdam, waarna andere gemeenten volgden.

## De voorwaarden
Niet iedereen kan worden geholpen. De instellingen zijn opgezet voor inwoners met een laag inkomen (meestal de bijstandsgrens + een klein bedrag). Voor bezwaarschriften worden mensen met een hoger inkomen verwezen naar andere hulpverleners. Voor het invullen van belastingaangiften worden vakbondsleden verwezen naar hun vakbond.

## De praktijk
Gewoonlijk werkt een formulierenbrigade vanuit een kantoor, waar mensen naartoe kunnen komen en waar ze duidelijkheid kunnen krijgen op welke regelingen men recht heeft en kan worden geholpen bij het invullen van de aanvraagformulieren. Voor ouderen en gehandicapten kan dat ook in beperkte mate aan huis. Het gaat hierbij om incidentele hulp. Voor structurele hulp zijn andere instanties.

## De invulling
Hoewel het per formulierenbrigade kan verschillen, gaat het in grote lijnen over het aanvragen van:
- bijzondere bijstand
- borgstelling/leenbijstand
- langdurigheidstoeslag
- kwijtschelding van gemeentelijke belastingen en zuiveringslasten
- woonkostentoeslag
- zwemlessen
- Nederlandse id-kaart
- tegemoetkoming kosten wet kinderopvang
- heffingskortingen op de inkomstenbelasting
- voorlopige teruggaaf inkomstenbelasting
- aangiften inkomstenbelasting
- huurtoeslag
- zorgtoeslag
- Collectief Aanvullende Ziektekostenverzekering (CAZ)
- Regeling Chronisch Zieken en Gehandicapten(CZG)
- tegemoetkoming studiekosten
- hulp bij contacten met telefoon- en internetproviders, water- en energieleveranciers
- schuldhulpverlening
- enz. enz.